# Государственные кредитные билеты образца 1917 года
Государственные кредитные билеты образца 1917 года — бумажные денежные знаки, выпуск которых был организован в 1917 году Временным правительством согласно постановлениям от 26 апреля, 9 мая и 22 августа 1917 года и продолжался Народным банком РСФСР до 1919 и 1921 года.

## Описание банкнот
Государственный кредитный билет номиналом 5 рублей отличался от аналогичного билета образца 1909 года только нумерацией: серийные номера были вида АА-123, тогда как у билетов 1909 года — АА-123456. Серийные номера у 250 рублей вида АА-123, у 1000 рублей — АА 123456.
Кредитные билеты номиналом 250 и 1000 рублей были первыми деньгами, выпущенными Временным правительством после Февральской революции. В отличие от билета в 5 рублей, на них была изображена эмблема Российской республики, а в оформлении присутствовали свастики и бесконечный узел. Все билеты, даже после роспуска Временного правительства, печатались с подписью управляющего Государственным банком России И. П. Шипова.
Кредитные билеты этого выпуска находились в обращении до 1 октября 1922 года, когда, согласно декрету СНК РСФСР от 8 сентября 1922 года, теряли платёжную силу. Их обмен на денежные знаки РСФСР образца 1922 года осуществлялся в соотношении 10 000 : 1.
| Изображение                                     | Изображение       | Номинал (рублей) | Размер (мм) | Основные цвета           | Описание | Описание                                                                         | Описание                        | Даты            | Даты   | Даты           |
| Лицевая сторона                                 | Оборотная сторона | Номинал (рублей) | Размер (мм) | Основные цвета           | Лицевая сторона | Оборотная сторона                                                                | Водяной знак                    | введения        | печати | изъятия        |
| ----------------------------------------------- | ----------------- | ---------------- | ----------- | ------------------------ | --- | -------------------------------------------------------------------------------- | ------------------------------- | --------------- | ------ | -------------- |
|                                                 |                   | 5                | 99×158      | синий                    | малый герб Российской империи, номинал цифрами и прописью, пояснительная надпись, подписи управляющего Государственным банком России И. П. Шипова и одного из кассиров, год выпуска и серийный номер | малый герб Российской империи, номинал цифрами и прописью, пояснительная надпись | число «5» в круге по всему полю | 9 мая 1917      | 1909   | 1 октября 1922 |
|                                                 |                   | 250              | 175×105     | лиловый зелёный          | номинал цифрами и прописью, пояснительная надпись, подписи управляющего Государственным банком России И. П. Шипова и одного из кассиров, год выпуска и серийный номер                                | эмблема Российской республики, номинал цифрами и прописью, пояснительная надпись | орнамент по всему полю          | 8 сентября 1917 | 1917   | 1 октября 1922 |
|                                                 |                   | 1000             | 213×132     | зелёный коричневый синий | номинал цифрами и прописью, пояснительная надпись, подписи управляющего Государственным банком России И. П. Шипова и одного из кассиров, год выпуска и серийный номер                                | здание Таврического дворца с подписью «Государственная дума», номинал            | орнамент по всему полю          | 10 июня 1917    | 1917   | 1 октября 1922 |
| Масштаб изображений — 1,0 пикселя на миллиметр. |                   |                  |             |                          | |                                                                                  |                                 |                 |        |                |

## О происхождении свастики на купюрах
За прошедшие годы историками, коллекционерами-бонистами и журналистами были предложены самые разные версии причин помещения свастики на российских деньгах. Их можно разделить на три основных группы:
- ещё в Белой эмиграции в 1920-х годах была высказана идея о масонском значении этого символа[9] и это мнение до сих пор находит поддержку у ряда авторов;
- второй основной идеей стало объяснение изображения свастики в качестве древнего солярного знака, который тогда был широко известен как символ вечности и благополучия, и призван был олицетворять «те жизненные блага, которые обещало Временное правительство»[10].
- третья группа исследователей трактует помещённого на банкнотах двуглавого орла, наложенного на свастику, как вариант нового герба Российской республики[11].

Однако такое геральдическое использование свастики должно было бы получить официальное правительственное объяснение. Но в официальном описании банкнот 1917 года отсутствует даже само название «свастика». В документе указано: «В центре каждой из обеих крупных розеток находится геометрический орнамент ОРНАМЕНТ, образованный крестообразно-пересекающимися широкими полосами, загнутыми под прямыми углами, на одном конце вправо, на другом, влево. Полосы покрыты системой горизонтальных линий и окаймлены, на небольшом расстоянии, тонкой контурной линией. Промежуточный фон между обеими крупными розетками и гильоширно-орнаментальными украшениями заполнен гильоширным узором, а центр этого фона занят геометрическим орнаментом такого же рисунка, как и в обоих розетках, но большей величины».
Очевидно, что в документе нарочито затушёвано значение древнего солярного символа и предлагается его нейтральная трактовка в качестве «орнамента», а причина его изображения на банковских билетах не была раскрыта. Ответ на этот вопрос можно найти при работе с фондами Гознака, где хранятся богатейшие материалы по истории разработки и производства отечественных и некоторых иностранных монет и банкнот. Дело в том, что сделанный весной 1917 года политический заказ Временного Правительства на скорейшее изготовление бумажных денег с новой революционной символикой вступил в противоречие с техническими возможностями Экспедиции Заготовления Государственных Бумаг (ЭЗГБ). По существовавшей в то время технологии денежного производства полный цикл от эскиза до готового тиража (в зависимости от сложности и защищённости купюры) занимал не менее года. По предоставленному эскизу гравёры-художники сначала готовили модель банкноты, затем после её утверждения в пробах цвета и способах защиты изготовлялась матрица, после чего с неё методом стальной гальванопластики делались печатные формы, с помощью которых, в свою очередь, производилось тиражирование банковских билетов. Поэтому ускорить выпуск новых образцов денежных знаков можно было лишь используя уже готовые модели, матрицы и печатные формы от других выпускавшихся, готовившихся к выпуску или по каким-то причинам невыпущенных купюр. В рассматриваемом случае для денег Временного Правительства были использованы наработки ЭЗГБ по планировавшемуся выпуску банкнот Монгольского национального банка. Сохранились образцы полностью отпечатанных банкнот для Монголии достоинством в 1, 3, 5, 10, 25 и 100 рублей образца 1916 г. (Спецфонд Гознака).
Монгольский национальный банк был создан в 1914 году при финансировании российским Сибирским торговым банком, правление которого размещалось в Петрограде. Согласно уставу банка, он имел право выпуска монгольских банковских билетов на сумму в 1 миллион рублей. В 1916 году ЭЗГБ подготовила выпуск Монгольских банкнот с русскими надписями на лицевой стороне и аналогичными монгольскими надписями на обороте.
На банкнотах было помещено факсимиле Директора распорядителя М. А. Соловейчика (1870-1916) и факсимиле Управляющего делами Ермолаева. Рисунок этих банкнот был утверждён министром финансов России П. Л. Барком. Предполагалось также, что Петроградский монетный двор приступит к изготовлению серебряных и медных монет для Монголии.
Но в 1917 году политическая и экономическая ситуация в России изменились и выпуск подготовленных банкнот для Монголии не был осуществлён. Однако все наработки были использованы при срочной разработке и печатании банкнот Временного Правительства. Банковский билет достоинством 1000 рублей поступил в обращение уже 10 июня, а билет достоинством 250 рублей вошёл в обращение с 8 сентября 1917 года. А в 1919 году некоторые «монгольские» формы и матрицы нашли применение для более-менее качественного печатания купюр образца 1918 г. номиналами в 5000 и 10.000 руб., которые были выпущены в обращение в декабре 1919 года. Прообразом для купюры номиналом в 1000 рублей 1917 года послужила банкнота Монгольского национального банка достоинством в 25 рублей 1916 года с изменением цвета лицевой стороны с коричневой на зелёную, а на обороте из многоцветного картуша монгольского прообраза была убрана свастика и заменена изображением здания Таврического дворца, где размещалась Государственная дума. Остальные детали оформления, включая буддистские узлы бесконечности на лицевой стороне и три свастики на оборотной, стали своеобразным «монгольским наследством», которое пришлось маскировать цифрами номинала и официально обозначать в описании банкноты как орнаментальные детали.
Купюра в 250 рублей образца 1917 года была получена путём изменения банкноты Монгольского национального банка номиналом в 3 рубля 1916 года. Цвет с зелёного был изменён на коричневый, а на оборотной стороне в центре вместо цветной розетки помещено изображение двуглавого орла Временного правительства. Буддистские символы также постарались сделать менее заметными, закрыв изображением двуглавого орла цифрами и надписями. Однако крупная свастика за двуглавым орлом оставалась очень заметной и стала восприниматься как значимый символ, специально помещённый на новую революционную банкноту.
В период Гражданской войны тяжёлое военное и экономическое положение Советской России заставило использовать для производства денег все имеющиеся ресурсы ЭЗГБ. «Монгольские» матрицы и печатные формы 1916 годы вновь нашли применение. Образцом для купюр номиналами в 5000 и 10 000 рублей образца 1918 года, которые в печатали в Пензе, послужила банкнота Монгольского национального банка достоинством в 100 рублей 1916 года. Цвет с жёлтого был заменён соответственно на синий и светло-коричневый, а вместо цветной розетки был помещён билибинский орёл без корон, но остались буддистские свастики и узлы бесконечности.
То есть, специалисты ЭЗГБ для максимального ускорения выпуска денежных знаков новых образцов пропустили трудоёмкий и длительный этап согласования и изготовления лицевых и оборотных сеток. Для нового дизайна достаточно было изготовить печатные формы с номиналами и текстами, а также пронумеровать купюры и поставить грифы подписей управляющего Государственным банком и кассира. А привнесённые с невыпущенных монгольских банкнот свастики на долгие годы стали одной из загадок российской бонистики.